# Linza
Linza est une station de ski de fond des Pyrénées espagnoles située dans la province de Huesca en communauté autonome d'Aragon.